# 北硫磺岳
北硫磺岳（日语：／），俄称昆托明塔尔火山（俄語：Вулкан Кунтоминтар），是舍子古丹岛南部的活火山，海拔828米。